# Nehalennia irene
Nehalennia irene là một loài chuồn chuồn kim trong họ Coenagrionidae.
Nehalennia irene is in 1861 voor het eerst wetenschappelijk beschreven bởi Hagen.